# Rouffiac (Charente-Maritime)
Pour les articles homonymes, voir Rouffiac.
Rouffiac est une commune du sud-ouest de la France, située dans le département de la Charente-Maritime (région Nouvelle-Aquitaine).
Ses habitants sont appelés les Rouffiacais et les Rouffiacaises.

## Géographie
La commune de Rouffiac se situe dans le centre-est du département de la Charente-Maritime, en région Nouvelle-Aquitaine, dans l'ancienne province de Saintonge. Appartenant au midi de la France — on parle plus précisément de « midi atlantique », au cœur de l'arc atlantique, elle est partie intégrante du Grand Sud-Ouest français, et est parfois également incluse dans un Grand Ouest aux contours plus flous.
Rouffiac, commune de Haute Saintonge, se situe à mi-distance de Saintes et Cognac, sur la rive gauche de la Charente.

### Communes limitrophes
|                          | Dompierre-sur-Charente | Chérac  |
| Saint-Sever-de-Saintonge | Rouffiac               |         |
|                          |                        | Montils |

### Géologie et relief
Son sol (terrains secondaires de type crétacé supérieur) est formé de terre de groie, de terrasses alluviales quaternaires et d'alluvions récentes.
La commune cultive principalement des céréales et vignes, le terroir étant classé en Petite Champagne pour la production d'eau de vie de Cognac.

## Urbanisme

### Typologie
Au 1er janvier 2024, Rouffiac est catégorisée commune rurale à habitat dispersé, selon la nouvelle grille communale de densité à 7 niveaux définie par l'Insee en 2022.
Elle est située hors unité urbaine. Par ailleurs la commune fait partie de l'aire d'attraction de Saintes, dont elle est une commune de la couronne,. Cette aire, qui regroupe 62 communes, est catégorisée dans les aires de 50 000 à moins de 200 000 habitants,.

### Occupation des sols
L'occupation des sols de la commune, telle qu'elle ressort de la base de données européenne d’occupation biophysique des sols Corine Land Cover (CLC), est marquée par l'importance des territoires agricoles (80,1 % en 2018), en diminution par rapport à 1990 (85,3 %). La répartition détaillée en 2018 est la suivante : 
terres arables (46,1 %), zones agricoles hétérogènes (22,9 %), forêts (13,9 %), cultures permanentes (11 %), zones urbanisées (6,1 %), prairies (0,1 %). L'évolution de l’occupation des sols de la commune et de ses infrastructures peut être observée sur les différentes représentations cartographiques du territoire : la carte de Cassini (XVIIIe siècle), la carte d'état-major (1820-1866) et les cartes ou photos aériennes de l'IGN pour la période actuelle (1950 à aujourd'hui).

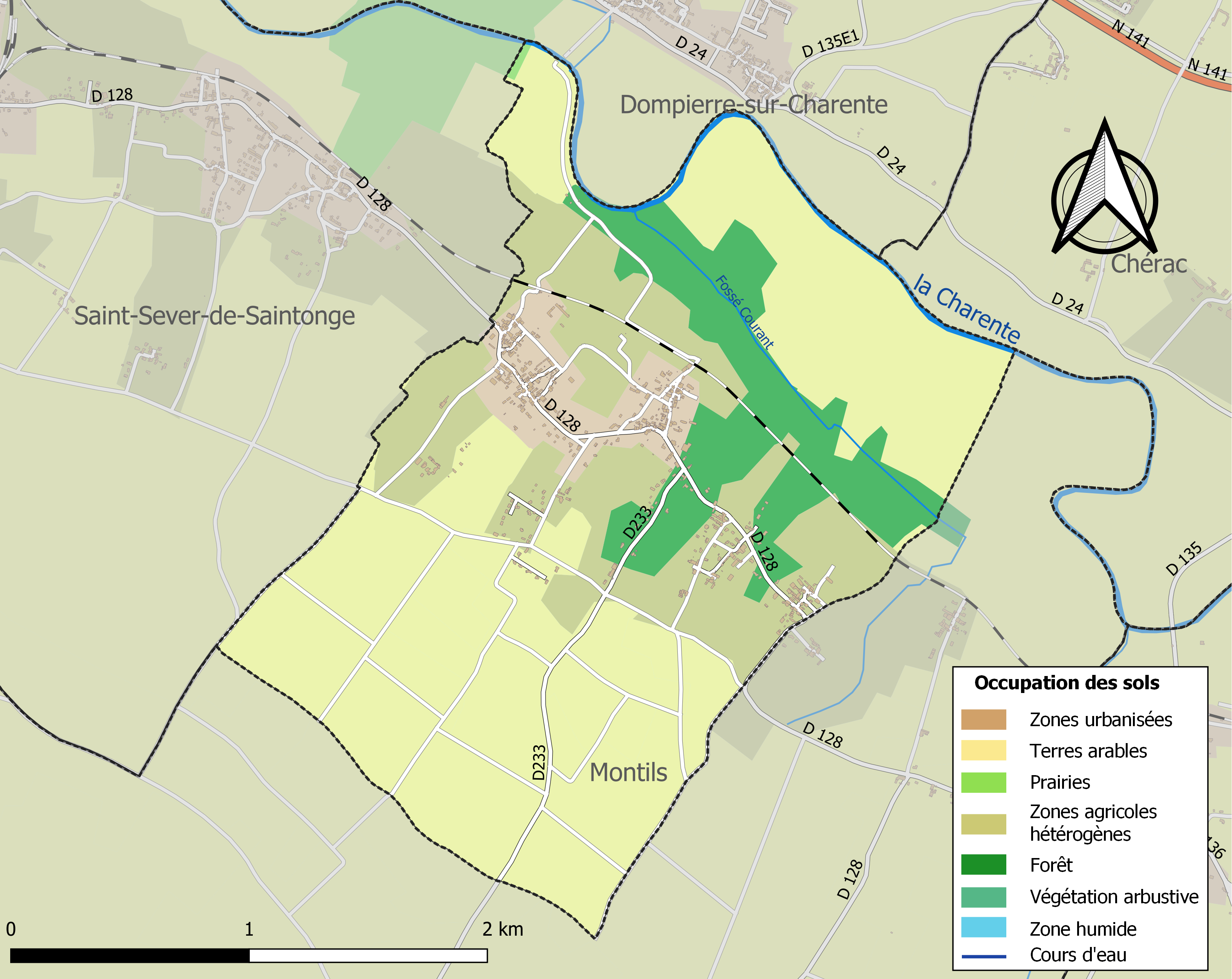
Carte des infrastructures et de l'occupation des sols de la commune en 2018 (CLC).

### Risques majeurs
Le territoire de la commune de Rouffiac est vulnérable à différents aléas naturels : météorologiques (tempête, orage, neige, grand froid, canicule ou sécheresse), inondations, mouvements de terrains et séisme (sismicité faible). Il est également exposé à un risque technologique,  le transport de matières dangereuses. Un site publié par le BRGM permet d'évaluer simplement et rapidement les risques d'un bien localisé soit par son adresse soit par le numéro de sa parcelle.

#### Risques naturels
La commune fait partie du territoire à risques importants d'inondation (TRI) Saintes-Cognac-Angoulême, regroupant 46 communes concernées par un risque de débordement du fleuve Charente (34 en Charente et 12 en Charente-Maritime), un des 18 TRI qui ont été arrêtés fin 2012 sur le bassin Adour-Garonne. Les événements antérieurs à 2014 les plus significatifs sont les crues de l'hiver 1779, de 1842, de 1859, du 9 décembre 1882 du 19 février 1904, du 10 janvier 1961, de mars-avril 1962, du 24 décembre 1982 et du 8 janvier 1994. Des cartes des surfaces inondables ont été établies pour trois scénarios : fréquent (crue de temps de retour de 10 ans à 30 ans), moyen (temps de retour de 100 ans à 300 ans) et extrême (temps de retour de l'ordre de 1 000 ans, qui met en défaut tout système de protection). La commune a été reconnue en état de catastrophe naturelle au titre des dommages causés par les inondations et coulées de boue survenues en 1982, 1993, 1999, 2010 et 2021,.
La commune est vulnérable au risque de mouvements de terrainsdes tassements différentiels.
Par ailleurs, afin de mieux appréhender le risque d’affaissement de terrain, l'inventaire national des cavités souterraines permet de localiser celles situées sur la commune.
Concernant les mouvements de terrains, la commune a été reconnue en état de catastrophe naturelle au titre des dommages causés par la sécheresse en 1989, 2003 et 2005 et par des mouvements de terrain en 1999 et 2010.

#### Risques technologiques
Le risque de transport de matières dangereuses sur la commune est lié à sa traversée par une ou des infrastructures routières ou ferroviaires importantes ou la présence d'une canalisation de transport d'hydrocarbures. Un accident se produisant sur de telles infrastructures est susceptible d’avoir des effets graves sur les biens, les personnes ou l'environnement, selon la nature du matériau transporté. Des dispositions d’urbanisme peuvent être préconisées en conséquence.

## Toponymie
Rouffiac a pour origine étymologique Rufiacum, faisant référence à un domaine de l'époque gallo-romaine dont le propriétaire se nommait Rufius.

## Histoire
Lors de la période trouble de la Fronde, les armées protagonistes s'affrontèrent dans toute la région. En 1652, l'arrière-garde de la cavalerie du prince de Condé, prise à partie par les troupes du comte d'Harcourt, subit une défaite à Rouffiac et à Brives-sur-Charente.

## Administration

### Liste des maires
| Période | Période    | Identité              | Étiquette | Qualité             |
| ------- | ---------- | --------------------- | --------- | ------------------- |
| 1800    | 1806       | Pierre Allain         |           |                     |
| 1806    | 1808       | Jean-Fabien Phelipot  |           |                     |
| 1808    | 1816       | Pierre Coutant        |           |                     |
| 1816    | 1832       | Jacques-Marie Lambert |           |                     |
| 1832    | 1835       | Jean Naud             |           |                     |
| 1835    | 1839       | Jean Baron            |           |                     |
| 1839    | 1846       | Pierre Pommeret       |           |                     |
| 1846    | 1855       | Adolphe Baron         |           |                     |
| 1855    | 1859       | Isidore Nadeau        |           |                     |
| 1859    | 1877       | Philippe Coutant      |           |                     |
| 1878    | 1888       | Léon-Blaise Brisson   |           |                     |
| 1888    | 1912       | Jean Guibert          |           |                     |
| 1912    | 1913       | Léopold Bisseuil      |           |                     |
| 1913    | 1925       | Athanase Jean         |           |                     |
| 1925    | 1929       | Emilien Chausserouge  |           |                     |
| 1929    | 1944       | Jean-Louis Seguin     |           |                     |
| 1944    | 1945       | Jean Péron            |           |                     |
| 1945    | 1953       | Clovis Gatinaud       |           |                     |
| 1953    | 1954       | Paul Guérin           |           |                     |
| 1954    | 1965       | Junien Gémaux         |           |                     |
| 1965    | 1978       | René Dalesme          |           |                     |
| 1978    | 1989       | Jacqueline Chapron    |           |                     |
| 1989    | 1995       | Christiane Rouxel     |           | Retraitée           |
| 1995    | 2014       | Julien Tissandier     |           | Retraité            |
| 2014    | 2020       | Joël Arnaud           |           | Retraité            |
| 2020    | "en cours" | David MUSSEAU         |           | Technico-commercial |

### Région
À la suite de la réforme administrative de 2014 ramenant le nombre de régions de France métropolitaine de 22 à 13, la commune appartient depuis le 1er janvier 2016 à la région Nouvelle-Aquitaine, dont la capitale est Bordeaux. De 1972 au 31 décembre 2015, elle a appartenu à la région Poitou-Charentes, dont le chef-lieu était Poitiers.

## Démographie

### Évolution démographique
L'évolution du nombre d'habitants est connue à travers les recensements de la population effectués dans la commune depuis 1793. Pour les communes de moins de 10 000 habitants, une enquête de recensement portant sur toute la population est réalisée tous les cinq ans, les populations de référence des années intermédiaires étant quant à elles estimées par interpolation ou extrapolation. Pour la commune, le premier recensement exhaustif entrant dans le cadre du nouveau dispositif a été réalisé en 2004.

En 2022, la commune comptait 503 habitants, en évolution de +12,03 % par rapport à 2016 (Charente-Maritime : +4,04 %, France hors Mayotte : +2,11 %).
| 1793 | 1800 | 1806 | 1821 | 1831 | 1836 | 1841 | 1846 | 1851 |
| ---- | ---- | ---- | ---- | ---- | ---- | ---- | ---- | ---- |
| 447  | 438  | 398  | 571  | 629  | 570  | 544  | 545  | 573  |

| 1856 | 1861 | 1866 | 1872 | 1876 | 1881 | 1886 | 1891 | 1896 |
| ---- | ---- | ---- | ---- | ---- | ---- | ---- | ---- | ---- |
| 588  | 554  | 589  | 569  | 526  | 541  | 511  | 502  | 461  |

| 1901 | 1906 | 1911 | 1921 | 1926 | 1931 | 1936 | 1946 | 1954 |
| ---- | ---- | ---- | ---- | ---- | ---- | ---- | ---- | ---- |
| 507  | 439  | 410  | 361  | 344  | 339  | 333  | 354  | 344  |

| 1962 | 1968 | 1975 | 1982 | 1990 | 1999 | 2004 | 2006 | 2009 |
| ---- | ---- | ---- | ---- | ---- | ---- | ---- | ---- | ---- |
| 324  | 364  | 396  | 359  | 352  | 327  | 375  | 389  | 468  |

| 2014 | 2019 | 2022 | - | - | - | - | - | - |
| ---- | ---- | ---- | - | - | - | - | - | - |
| 452  | 478  | 503  | - | - | - | - | - | - |

## Économie

### Agriculture
La viticulture est une ressource économique importante. La commune est située en Petite Champagne, dans la zone d'appellation d'origine contrôlée du cognac.

## Culture locale et patrimoine

### Lieux et monuments
- Église Saint-Vivien de Rouffiac.
- Sur la commune est implanté un bac qui permet, pendant la saison estivale, de traverser gratuitement la Charente et de rejoindre Dompierre-sur-Charente. Il se nomme le « Châ p'tit va loin ».

### Personnalités liées à la commune
- Athanase Jean plus connu sous le nom de Docteur Jean, auteur de la Mérine à Nastasie.
- Chanoine Guillaume Vivien Leidet, annaliste du Périgord.

### Héraldique
| Blason de Rouffiac | Blason  | D'or au rencontre de buffle de gueules bouclé du même, surmonté d'une étoile d'azur. |
| Blason de Rouffiac | Détails | Armes des seigneurs de Rouffiac au XVIIe siècle. Pierre-Charles Moyne, un des membres de cette famille, est enterré dans l'église Saint-Vivien. Le statut officiel du blason reste à déterminer. |